# جزیره بووین
جزیره بوین (به انگلیسی: Bowen Island) جزیره‌ای در بریتیش کلمبیای کانادا است که بخشی از مترو ونکوور محسوب می‌شود.

## خصوصیات
جزیره بوین ۳٬۴۰۲ نفر جمعیت دارد و دارای حدود ۶ کیلومتر عرض و ۱۲ کیلومتر طول است و نزدیک‌ترین نقطه جزیره حدود ۳ کیلومتر با سرزمین اصلی فاصله دارد.